# Casa Bernini
Casa Bernini è un palazzo di Roma, situato all'angolo tra Via Liberiana e Via di Santa Maria Maggiore, nel rione Monti, di fronte all'abside della Basilica di Santa Maria Maggiore.

## Storia
Questo palazzo fu costruito nel 1606 da Pietro Bernini, padre di Gianlorenzo Bernini, che vi abitò fino al 1642, fatto ricordato da una lapide apposta sulla facciata
"GIAN LORENZO BERNINI LE GRANDI OPERE DELLA SUA PRIMA ATTIVITÀ DI SCULTORE QUALI IL RATTO DI PROSERPINA · IL DAVID · L'APOLLO E DAFNE SCOLPÌ IN QUESTA CASA PATERNA DA LUI ABITATA DAL 1606 AL 1642  S.P.Q.R. 28 NOVEMBRE 1968".
Sottolinea il fatto che proprio lì Bernini scolpì alcuni dei suoi primi capolavori: "Ratto di Proserpina", "David" e "Apollo e Dafne".
Questo edificio, come il vicino Palazzo Imperiali Borromeo, subì una profonda modifica in occasione dell'abbassamento del livello della via Liberiana: in entrambi il piano seminterrato divenne il piano terra e il vecchio piano terra venne trasformato nel piano nobile.
Il palazzo è di quattro piani con due facciate simmetriche all'angolo tra via di Santa Maria Maggiore e via Liberiana, con tre finestre per piano con semplici cornici e un portale a bugnato. I due prospetti sono collegati all'angolo da una serie di bugne, che salgono al cornicione.